# Kostel svatého Vavřince (Okounov)
Kostel svatého Vavřince je římskokatolický filiální kostel zasvěcený svatému Vavřinci v Okounově v okrese Chomutov. Jeho předchůdcem byl původně gotický kostel z roku 1460, který byl později barokně upraven. Tento starší kostel však v srpnu roku 1863 spolu s farou, hospodářským dvorem a školou vyhořel. Na jeho místě byl postaven prodloužený pseudogotický kostel vysvěcený 4. listopadu 1866. Ze staršího kostela se dochovala jen barokní sakristie z roku 1728. Na počátku února roku 1850 bylo z kostela v noci ukradeno množství předmětů – monstrance, ciborium a výzdoba obou oltářů.
Okounovský kostel je obdélná jednolodní stavba se štíhlou věží v ose západního průčelí a pravoúhlým presbytářem. V sousedství stojí budova fary a pod ní památkově chráněné barokní sousoší se sochami Panny Marie, svatého Štěpána a svatého Vavřince z počátku 18. století.